# ソリチュード (1934年の曲)
「ソリチュード」（原題：(In My) Solitude）は、エディ・デランジェとアーヴィング・ミルズによる作詞をともない、デューク・エリントンが1934年に作曲した楽曲。何度となく録音がなされており、ジャズ・スタンダードの1つとして知られている。
エリントンは、彼のオーケストラが録音するために3つの曲を持っていたときに、別の曲が必要になったため、レコーディング・スタジオで20分のうちにこの曲を作曲したと伝えている。それはDフラット・メジャーであり、AABA形式を持っている（ただし「メジャー3のIVコードは2回目にII7に置き換えられる」）。エリントンによると、タイトルはトランペット奏者のアーサー・ウェッツェルによって提案された。オールミュージックのライターは、この作曲を「一聴してそのトーンは楽天的でありながら、そのペースは沈鬱で、苦い孤独と懐かしい追憶の感情に葛藤している」と評している。ムードについては「メロディーの最初のフレーズで、主音にわずかに届かない音階を導くトーンの上昇がみられ、一見何の変哲もないコード進行が、それにもかかわらず、和声的な解決を切ない諦念へと変えることに成功する」ように設定されている。
この曲の最初のレコーディングは、1934年1月10日のエリントン自身によるものだった。同年9月に録音された2度目のヴァージョンは、1935年のチャートで2位を記録。またミルズ・ブルー・リズム・バンドによる演奏も、同年に8位を記録した。「ソリチュード」は1934年から1942年の間に少なくとも28回レコーディングされている。ボーカリストのビリー・ホリデイは1940年代から1950年代にかけてこの曲を何度もレコーディングしており、「その歌詞の世界観は、キャリア後期の彼女のペルソナとほとんど不穏なまでにマッチしていた」。彼女の演奏のひとつは、2021年にグラミーの殿堂入りを果たした。2012年、ジャズ批評家のテッド・ジョイアは「『ソリチュード』はほとんどの場合、現在においてトリビュート曲として機能しており、しばしば（エリントンの）精神よりもサウンド自体を捉えるような、過度なまでに敬意を払った形で演奏されている」とコメントしている。